# Von der britischen Militärregierung genehmigte Wappen in Schleswig-Holstein
Nach dem Zweiten Weltkrieg durften die Gemeinden in der Britischen Besatzungszone, die über kein eigenes Wappen verfügten, die bis dahin verwendeten Dienstsiegel mit nationalsozialistischem Reichsadler und Hakenkreuz im Eichenkranz nicht mehr benutzen. Auch die Verwendung des preußischen Adlers und anderer an das Deutsche Kaiserreich erinnernde Symbole war unerwünscht.
Der Oberpräsident der Provinz Schleswig-Holstein empfahl daher im Januar 1946 die Annahme von Siegeln mit örtlichen Symbolen. Die Genehmigung behielt sich die britische Militärregierung vor. Sie erfolgte formlos, d. h. ohne Blasonierung und historische Begründung. Diese Bildsiegel folgten meisten nicht den strengen heraldischen Regeln, sodass man im eigentlichen Sinne auch nicht von Wappen sprechen kann, obwohl sie durch den Schild die äußere Form aufweisen und wohl auch als solche gedacht waren.
Es ist nach heutigen Erkenntnissen davon auszugehen, dass die meisten Gemeinden - je nach regionaler Lage - das Holsteiner Nesselblatt oder die Schleswiger Löwen als Motiv gewählt haben, bevor sie ab April 1947 - nach Schaffung der juristischen Voraussetzungen - dazu übergegangen sind, das Landeswappen Schleswig-Holsteins als Symbol zu wählen. Dennoch sind auch individuelle Siegel in Gebrauch gewesen. Die genaue Zahl lässt sich aber heute nicht mehr feststellen. 
In den 1990er Jahren führte das Landesarchiv Schleswig-Holstein eine Umfrage bei den Kreisverwaltungen durch, um festzustellen, welche Gemeinden noch von der Britischen Militärregierung genehmigte Wappen bzw. Bildsiegel verwenden, die dem Landesarchiv nicht bekannt sind. Dabei wurde festgestellt, dass es sich um die Gemeinden Bosau, Malente, Ratekau und Steinfeld sowie Bekdorf, Huje, Kleve, Krummendiek, Moorhusen, Oldendorf und Willenscharen handelt.  Die Wappen der vier erst genannten Gemeinden waren heraldisch weitestgehend korrekt und konnten mit Blasonierung und historischer Begründung in die Kommunale Wappenrolle beim Landesarchiv eingetragen werden.

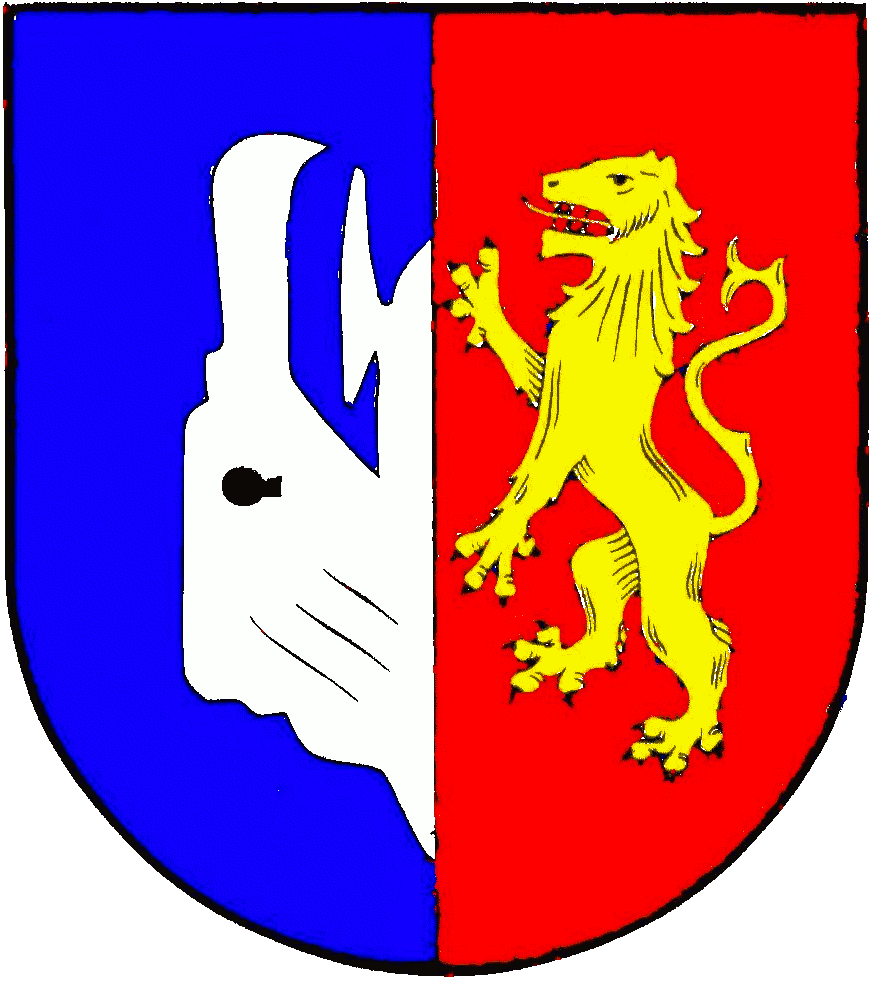
Bosau
Malente
Ratekau
Steinfeld

Die Bildsiegel der sieben letztgenannten Gemeinden - alle im Kreis Steinburg gelegen - sind heraldisch nicht beschreibbar. Auch ist heute nicht klar, ob die Tingierung die Ursprüngliche war, oder ob diese nachträglich hinzugefügt bzw. geändert wurde. Auch diese „Wappen“ wurden in die Wappenrolle aufgenommen, aber ohne Abbildung, Blasonierung und historische Begründung und mit dem Hinweis, dass es sich nicht um Wappen im eigentlichen Sinne, sondern um Bildsiegel handelt.

Siegel und „Wappen“ der sieben Steinburger Gemeinden
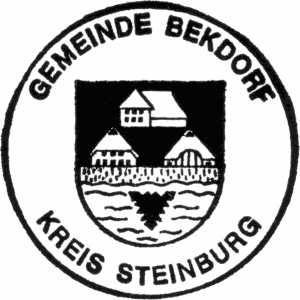
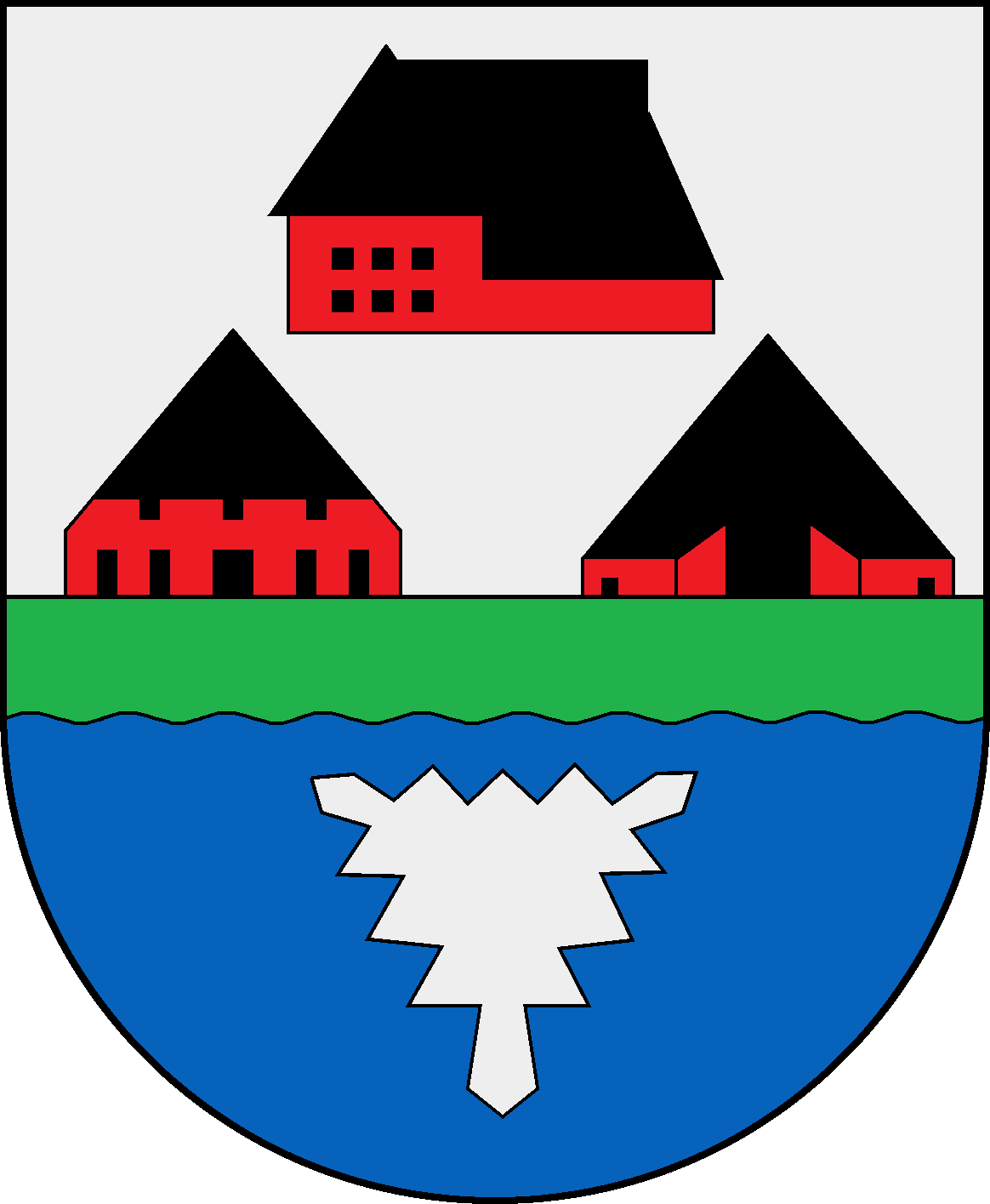
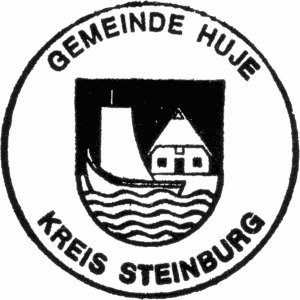
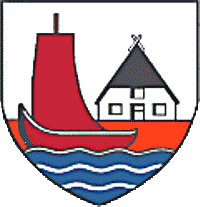
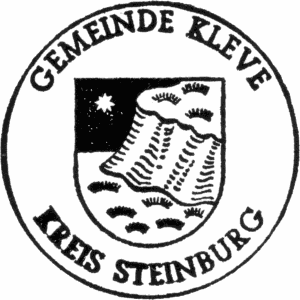
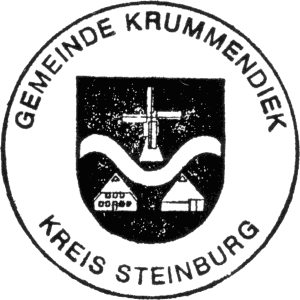
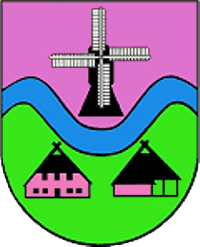
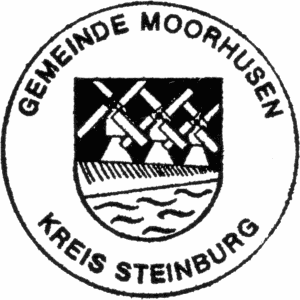
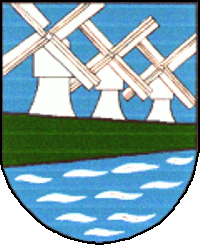
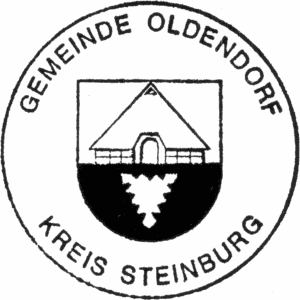
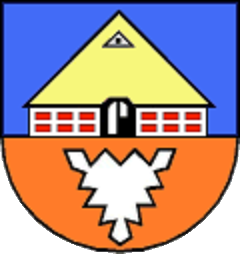
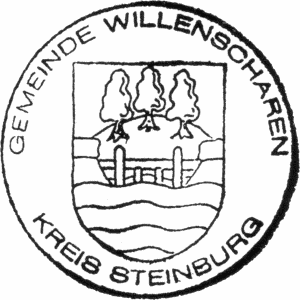
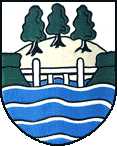

## Weblink
- Kommunale Wappenrolle Schleswig-Holstein